# Odorrana exiliversabilis
Espèce
Synonymes
- Huia exiliversabilis (Fei, Ye & Li, 2001)

Statut de conservation UICN

 LC  : Préoccupation mineure
Odorrana exiliversabilis est une espèce d'amphibiens de la famille des Ranidae.

## Répartition
Cette espèce est endémique du Sud-Est de la République populaire de Chine. Elle se rencontre entre 600 et 1 525 m d'altitude, :
- dans la province du Fujian ;
- dans l'ouest de la province du Zhejiang ;
- dans le sud de la province d'Anhui.

## Publication originale
- Fei, Ye & Li, 2001 : Taxonomic studies of Odorrana versabilis in China II. Descriptions of two new species. (Amphibia : Ranidae). Acta Zootaxonomica Sinica, vol. 26, no 4, p. 601-607 (introduction).